# Hanjin Shipping
La Hanjin Shipping è stata una azienda della Corea del Sud attiva nel settore dei trasporti e delle spedizioni, facente parte del gruppo Hanjin, di cui è sussidiaria.
Rappresentava il core business ed era quotata alla Borsa di Corea con il numero 000700.

## Storia
Con il diversificarsi degli investimenti del gruppo Hanjin il management sentì l'esigenza di riorganizzare il conglomerato aprendo la sussidiaria Hanjin Container Lines Ltd. nel 1977, che in seguito fu ribattezzata con il nome attuale Hanjin Shipping.
Nel 1997 la Hanjin acquistò anche la tedesca Senator Lines, dando vita alla Hanjin-Senator, che cessò le operazioni nel 2009 in seguito alla completa incorporazione della Senator, diventata sussidiaria della Hanjin.
Hanjin trasportava oltre 100 milioni di tonnellate di merci all'anno, con una flotta di oltre 200 navi e 11 terminal dedicati, situati in località strategiche come Long Beach, Tokyo, Kaohsiung, Pusan, Shanghai, Qingdao, Rotterdam e Port Kelang
Nel 2016 dichiarò bancarotta con 85 navi bloccate fuori dai porti.
Il governo della Corea del Sud dichiarò un prestito straordinario del valore di 90 milioni di euro. L'azienda tuttavia fallì nell'anno successivo.